# Ghiacciaio Discovery
Il ghiacciaio Discovery è un ghiacciaio lungo circa 17 km situato nella regione centro-occidentale della Dipendenza di Ross, nell'Antartide orientale. Il ghiacciaio, il cui punto più alto si trova a circa 1000 m s.l.m., si trova sulla costa di Scott, dove fluisce verso nord partendo dal versante settentrionale di una cresta montuosa compresa tra il monte Discovery, a nord-est, e il monte Morning, a sud-ovest, scorrendo lungo il versante orientale della cresta Hurricane fino a unire il proprio flusso a quello del ghiacciaio Koettlitz.

## Storia
Il ghiacciaio Discovery è stato mappato da membri dello United States Geological Survey (USGS) grazie a fotografie aeree scattate dalla marina militare statunitense (USN) nel periodo 1956-62, e così battezzato nel 1999 dal Comitato consultivo dei nomi antartici in associazione con il vicino monte Discovery, che il capitano Robert Falcon Scott aveva così battezzato in onore della sua nave, l'RRS Discovery, con cui aveva condotto, dal 1904 al 1907, l'omonima spedizione.